# Poetic Justice
Poetic Justice ist ein US-amerikanisches Filmdrama von John Singleton aus dem Jahre 1993. Der Film handelt von einer jungen amerikanischen Frau aus dem South Central District von Los Angeles, deren Freund aus Rache von Mitgliedern einer rivalisierenden Gang vor ihren Augen erschossen wird, und ihrem Bemühen, das Erlebte zu verarbeiten.

## Handlung
Justice trauert um ihren Freund und beschließt, nicht weiter auf das College zu gehen, sondern in einem Friseursalon zu arbeiten. Um ihre Depression zu bekämpfen, verfasst sie Gedichte. Ihre Freundin Lesha überredet sie, mit ihr, Chicago und Lucky eine Busreise aus dem South Central District von Los Angeles nach Oakland zu machen, um der von Gangs geprägten Umgebung ihres Ghettos für eine Weile zu entfliehen.
Justice kommt mit Luckys Art zunächst überhaupt nicht zurecht. Justice hat Angst davor, verletzt zu werden und Lucky ist stets bemüht, sein Machoimage zu pflegen. Mit zunehmender Entfernung zu ihrer alten Umgebung, eröffnen sich für beide neue Welten und Horizonte. Justice erkennt, dass sie doch nicht so alleine ist, wie sie bislang geglaubt hat.

## Hintergrund
- Janet Jackson gibt in diesem 1993 gedrehten Film ihr Schauspieldebüt auf der Kinoleinwand.
- Die im Film von Justice rezitierten Gedichte stammen von der Dichterin Maya Angelou.
- Die Rolle von Lucky, die Tupac Shakur spielte, war ursprünglich für den Rapper Ice Cube gedacht.

## Synchronisation
Die deutsche Synchronisation übernahm die Interopa Film in Berlin, nach einem Dialogbuch und unter der Dialogregie von Theodor Dopheide.
| Rolle      | Schauspieler         | Deutscher Sprecher     |
| ---------- | -------------------- | ---------------------- |
| Justice    | Janet Jackson        | Nana Spier             |
| Lucky      | Tupac Shakur         | Charles Rettinghaus    |
| Iesha      | Regina King          | Maud Ackermann         |
| Chicago    | Joe Torry            | Oliver Feld            |
| Heywood    | Roger Guenveur Smith | Peter Reinhardt        |
| Jessie     | Tyra Ferrell         | Regina Lemnitz         |
| Tante June | Maya Angelou         | Senta Moira            |
| Brad       | Billy Zane           | Nicolas Böll           |
| Penelope   | Lori Petty           | Philine Peters-Arnolds |

## Kritik
Lexikon des internationalen Films: „Der schwarze Regisseur, der schon mit seinem Erstlingsfilm „Boyz’N The Hood“ überzeugte, beschreibt auch hier kritisch das Milieu der Schwarzen. Mit drastischen Dialogen und einer geradlinigen Erzählung vermittelt er seine menschliche Botschaft auf eindringliche Weise.“

## Auszeichnungen
- 1994 wurden James Harris III, Janet Jackson und Terry Lewis mit dem Lied Again für einen Oscar in der Kategorie Best Music, Original Song nominiert. Die drei wurden ebenfalls für einen Golden Globe nominiert.
- Janet Jackson gewann bei den MTV Movie Awards 1994 zwei Preise. Im selben Jahr „gewann“ sie eine Goldene Himbeere als Worst New Star, in der Kategorie Worst Actress erhielt sie eine Nominierung.